# Gare de Grigny-le-Sablon
Ne doit pas être confondu avec Gare de Grigny-Centre ou Gare de Grigny-Val-de-Seine.
La gare de Grigny-le-Sablon est une gare ferroviaire française de la ligne de Moret - Veneux-les-Sablons à Lyon-Perrache. Elle est située sur le territoire de la commune de Grigny-sur-Rhône, dans la métropole de Lyon, en région Auvergne-Rhône-Alpes.
C'est une halte ferroviaire de la Société nationale des chemins de fer français (SNCF), desservie par des trains TER Auvergne-Rhône-Alpes qui effectuent des missions entre Lyon-Perrache et Givors-Ville par la rive droite du Rhône.

## Situation ferroviaire
Établie à 159 m d'altitude, la gare de Grigny-le-Sablon est située au point kilométrique (PK) 541,652 de la ligne de Moret - Veneux-les-Sablons à Lyon-Perrache, entre les gares voyageurs ouvertes de Givors-Canal (s'intercale la gare de triage de Badan) et de Vernaison (s'intercalent les gares fermées de Grigny et de La Tour-de-Millery).

## Service des voyageurs

### Accueil
Halte SNCF, c'est un point d'arrêt non géré (PANG) à entrée libre, équipé d'automates pour l'achat de titres de transport, d'une borne de compostage automatique pour cartes OùRA, mais sans borne de compostage SNCF (tickets papier). Les quais direction Lyon ne sont accessibles que par escaliers.

### Desserte
Grigny-le-Sablon est desservie par des trains TER Auvergne-Rhône-Alpes qui effectuent des missions entre Lyon-Perrache et Firminy dans la Loire.

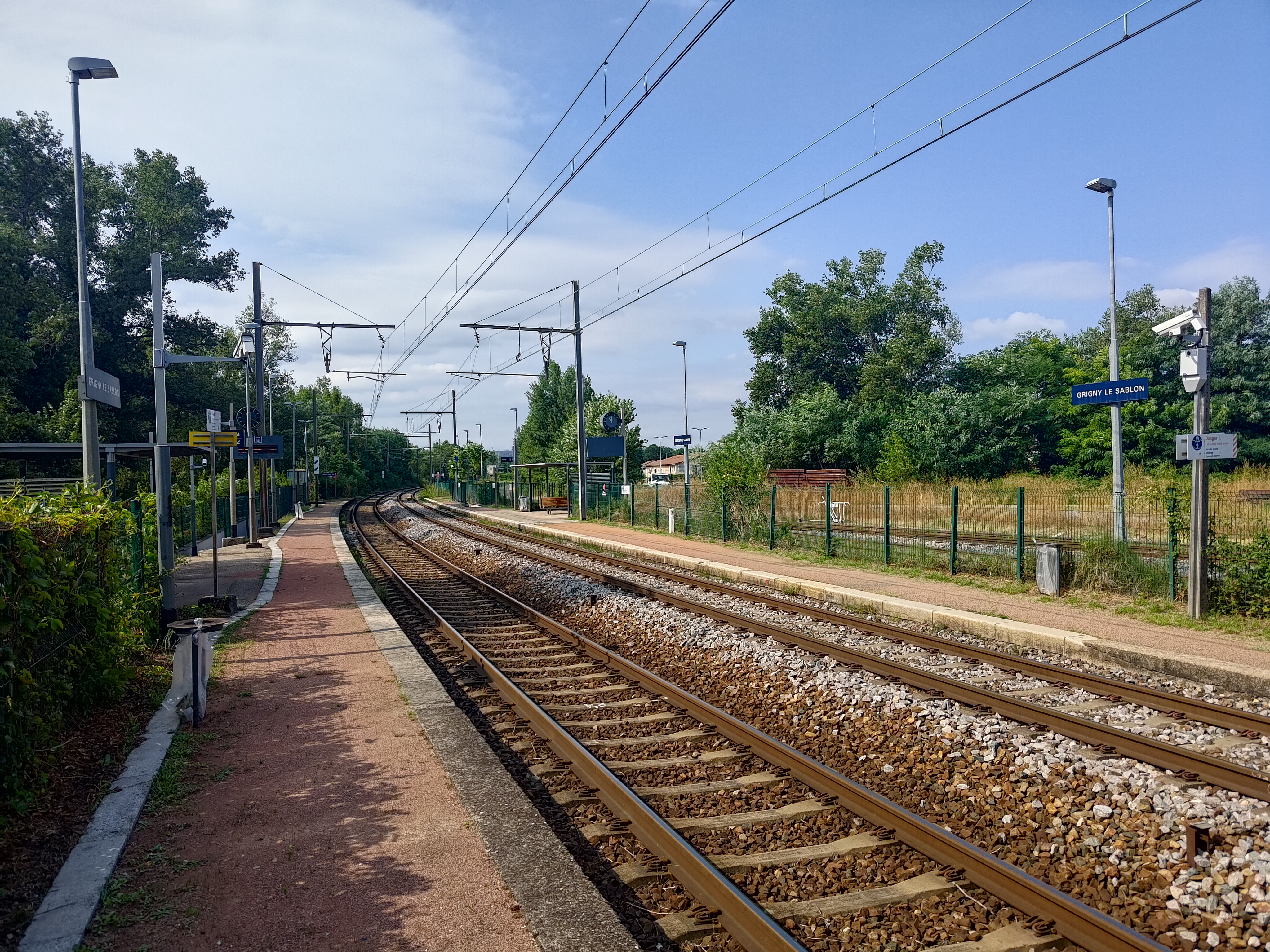
La gare.

### Intermodalité
Un parc pour les vélos et un parking pour les véhicules y sont aménagés.